# 두두 (왕)
두두는 기원전 21세기경 아카드의 왕으로 21년 동안 재위하였다. 그는 샤르-칼리-샤리 사후에 즉위하였다. 그는 왕자 슈튜룰이 계승하였다.

## 생애
샤르칼리샤리의 죽음 이후 명백한 무정부 상태가 지속된 후에 왕이 되었다. 왕 목록에는 샤르칼리샤리가 사망한 후 3년 동안 왕위를 놓고 경쟁했던 다른 인물 4명이 언급되어 있다. 이러한 경쟁자를 언급하는 다른 살아남은 기록은 없지만 축소된 아카드 제국에 대한 두두의 통치를 확인하는 비문이 있는 몇 가지 유물이 있다. 움마와 기르수, 그리고 위치는 알려지지 않았지만 니푸르 동쪽의 티그리스강 근처에 있는 아피악에서 활동을 감안할 때 아카드 제국은 적어도 남쪽에 대해 어느 정도 통제권을 유지했다. 두두의 하인인 아피악이 이 견해를 뒷받침하는 더 동쪽에 있는 아다브에서 인장이 발견되었다.